# Helene Pintsch
Helene Pintsch (* 12. Februar 1857 in Berlin; † 17. September 1923 ebenda) war die Ehefrau des deutschen Industriellen Oskar Pintsch, den sie 1880 heiratete. 

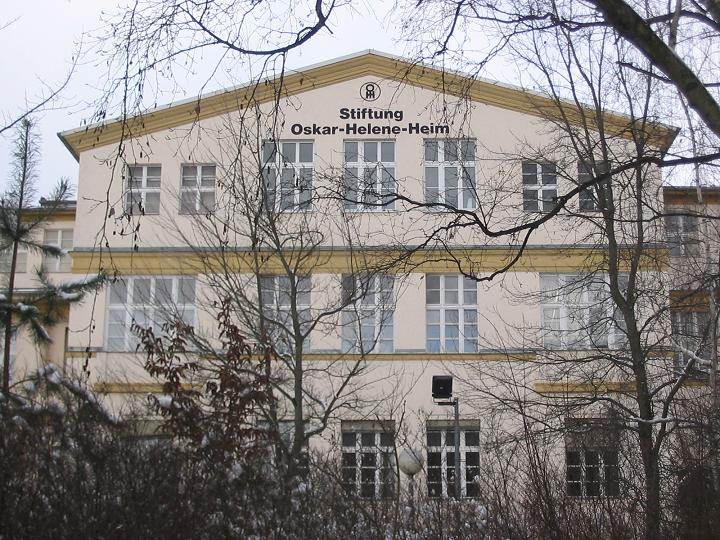
Stiftung Oskar-Helene-Heim Berlin

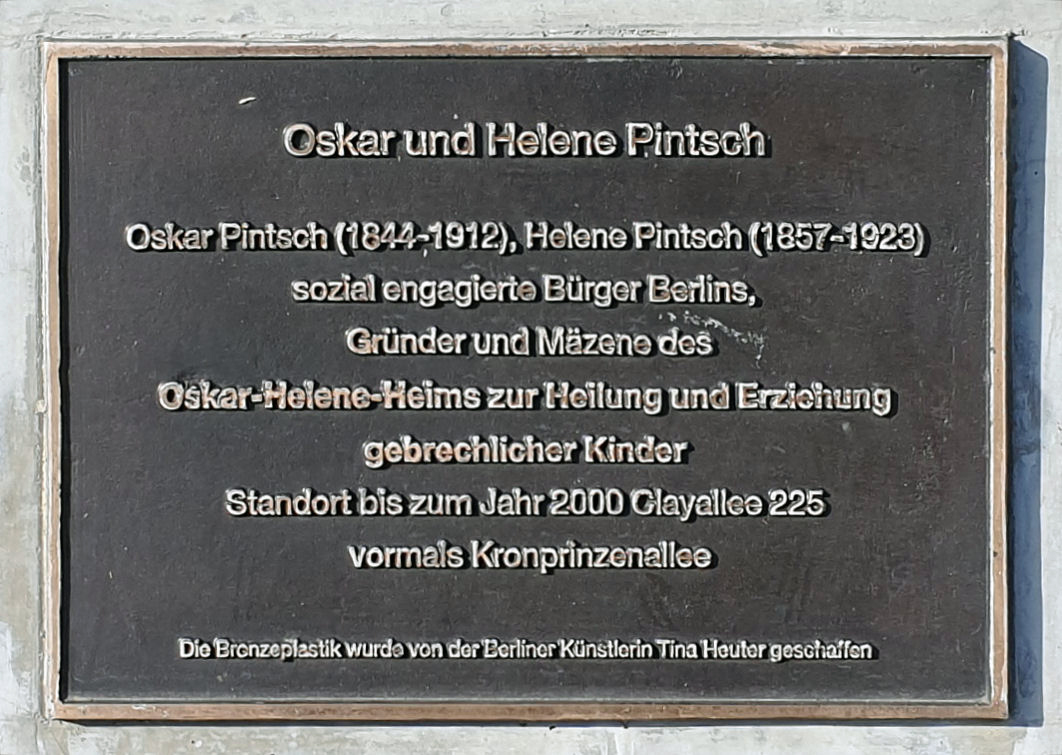
Gedenktafel, Clayallee 225, in Berlin-Dahlem

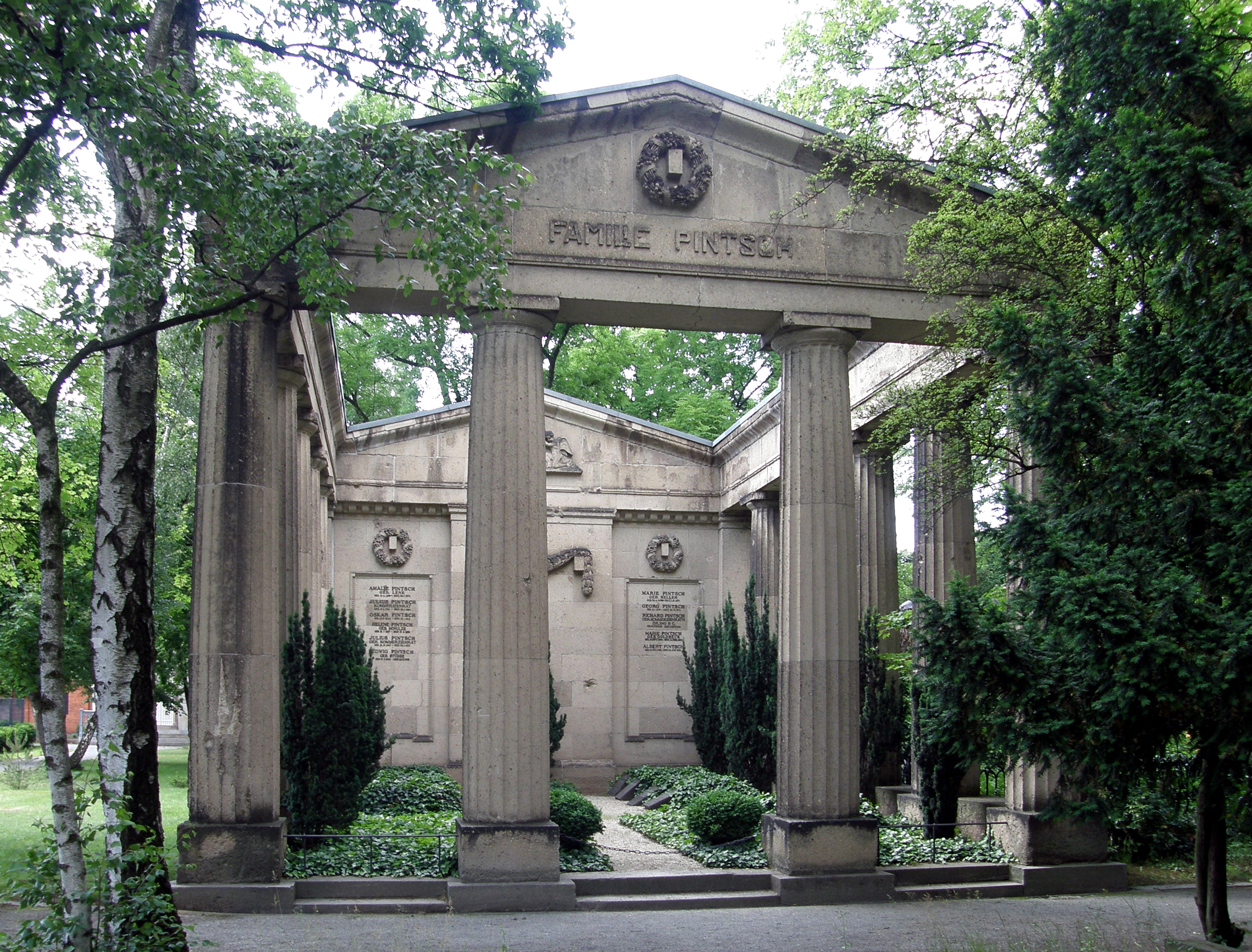
Familiengrabstätte Pintsch

Helene Pintschs Vater war der Blechwarenfabrikant Karl Schulze. Sie förderte mit ihrem Vermögen zahlreiche wohltätige Projekte, bis sie sich dann ab 1906 ganz der Unterstützung der „Krüppelfürsorge“ widmete. Für ihr soziales Mäzenatentum erhielt sie 1908 das Frauen-Verdienstkreuz in Silber und 1914, zur Einweihung des von ihr zusammen mit ihrem Mann gestifteten Oskar-Helene-Heims, den Luisenorden, den höchsten Damenorden des Königreiches Preußen.

## Grablege
Helene und ihr Ehemann Oskar Pintsch wurden in der Familiengrabstätte der Familie Pintsch bestattet. Die aufwendige Grabstätte hat die Form eines dorischen Tempels. Der Friedhof I. der evangelischen Georgen-Parochialgemeinde, ehemals Georgenfriedhof, ist einer der Friedhöfe der Berliner Evangelischen Georgen-Parochialgemeinde und grenzt an den 1854 errichteten Neuen Marien-Nikolai-Friedhof, zu dem ein Durchgang möglich ist. Er befindet sich in der Greifswalder Straße 234/229 im Ortsteil Berlin Prenzlauer Berg, Bezirk Pankow. Der Friedhof wurde 1970 geschlossen, aber seit 1991 sind wieder Bestattungen möglich. Eine geplante Umwidmung nicht mehr benötigter Flächen des Georgen-Parochial- und des benachbarten Neuen Marien-Nikolai-Friedhofs zu Bauland wurde nach Einsprüchen von Anliegern vorerst gestoppt.